# Egon Matt (Skilangläufer)
Egon Matt (* 5. November 1925; † 9. März 2004) war ein liechtensteinischer Skilangläufer.

## Biografie
Egon Matt startete bei den Olympischen Winterspielen 1948 in St. Moritz über 18 Kilometer und belegte den 82. Rang. In der 4 × 10-km-Staffel belegte er zusammen mit Arthur Meier, Xaver Frick und Christof Frommelt den 11. Platz.